# カナダ住民への手紙
カナダ住民への手紙（英: Letters to the inhabitants of Canada）は、1774年から1776年の間に3度、当時のアメリカ植民地の代表である大陸会議から、ケベック植民地の住民に宛てて書かれた手紙である。手紙の目的はケベックにいる大勢のフランス語を話す住民をアメリカ独立派の側に付けることだった。この目的は結局果たされず、ケベックのみならず他の北方イギリス領アメリカの植民地はイギリス側に残った。唯一ケベック地方から得られた援助は、総計1,000名足らずの2個連隊を徴兵できたことだった。

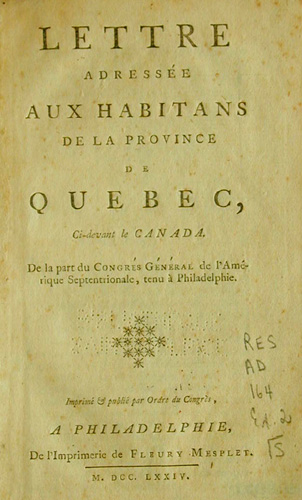
1774年に第一次大陸会議が起草した第一の手紙、フランス語翻訳版の表紙

## 背景
フレンチ・インディアン戦争（1754年-1763年）の結果として、イギリスはケベックを獲得したことで、北アメリカ大陸の東海岸全域を確保し、元のフランス領カナダ植民地は東海岸の13植民地と密接な関係をもつようになった。この新しい植民地が従来のイギリス植民地とはっきり違っていたのは、民衆の大多数がフランス語のみを話すことであり、またローマ・カトリック教徒であることだった。また、イギリスが征服する前は法律がフランスの大陸法に基づいていたので、市民事情や法に対する感覚にも違いがあった。
1774年、イギリスの議会は「ケベック法」を始め、その後にアメリカ植民地人が「耐え難き諸法」と呼ぶことになる諸法を法制化した。ケベック法はケベックを納めるための法として1763年宣言に置き換わり、フランス系カナダ人のカトリックを信仰する権利を保証することで、ケベックにおけるイギリスの立場を強化するために使われた。歴史家の中には、この法がアメリカ植民地の独立運動にケベックの住民が参加しないようにするために予防手段として使われたと考える者が多い。アメリカ植民地人はカトリックに関する条項をそれが植民地全てに導入される可能性のある楔として理解し、またケベック政府の構造に関する条項をイギリスの議会が植民地に対する支配を強め、一般に考えられる基本的権利を植民地では否定するために定めたと解釈した。

## 第一の手紙

### 大陸会議が起草した手紙

ジョン・ディキンソン、第一の手紙の起草者

1774年10月21日、耐え難き諸法に対する統一した対応を採るために集められた第一次大陸会議は、ケベック、セントジョン島、ノバスコシア島、ジョージア植民地、東フロリダおよび西フロリダの住民に宛てた手紙を出すことを決定した。これらの植民地は全て大陸会議に代議員を送ってきてはいなかった。トマス・クッシング、リチャード・ヘンリー・リーおよびジョン・ディキンソンの3人からなる委員会がこれら手紙を起草するために形成された。初稿は10月24日に提出され、議論の後に委員会に戻された。10月26日に2稿目が提出され、議論で修正され採択された。これに議長が署名し、ペンシルベニア代議員団の監修でフランス語に翻訳され印刷する決議が成立した。表題は「ケベック植民地住民への手紙」（英語：Letter to the Inhabitants of the Province of Quebec、仏語：Lettre adressée aux habitans de la Province de Quebec, ci-devant le Canada, de la part du Congrès général de l'Amérique Septentrionale, tenu à Philadelphie）とされた。フランス語訳の手紙は18ページの小冊子になった。仏語訳はピエール・ユージェーヌ・デュ・シミティエールが担当した。最終稿の内容はディキンソンの筆跡に大変近いものなので彼が仕上げたとものとされている。

### 内容
この手紙はケベックの住人に、フレンチ・インディアン戦争を終わらせた1763年のパリ条約で、カナダのフランス臣民は新しくイギリス臣民となり、理論上イギリス臣民と権利は同じになったはずであるが、その後10年間以上にわたって、植民地ではイギリス憲法にうたわれる5つの重要な権利が保障されていないことを告げていた。その5つの権利とは議会に代表を送る権利、陪審員による裁判を受ける権利、人身保護令状を受ける権利、土地を所有する権利、および報道の自由の権利だった。本文には、チェーザレ・ベッカリーアの『犯罪と刑罰』やシャルル・ド・モンテスキューの『法の精神』からの引用が多数含まれた。ケベックの歴史家マルセル・トルードルは第一の手紙が「民主政府の特訓コース」だったと考えており、またギュスターブ・ランクトーは大陸会議の手紙が「（住民に）個人の自由と政治的平等を説いた」ものであると主張し、手紙を「憲法典のいろはと入門編」と呼んでいる。
ケベックの住人は「ケベック法」が与えていない植民地の代表団を作り、そこから1775年5月10日にフィラデルフィアで開催される予定の大陸会議に代議員団を送るように勧められた。

### 配布と反応
フランス生まれでフィラデルフィア在の印刷屋フルーリー・メスプレがフランス語版を2,000部印刷した。別のフランス語版（最初は「ダンラップのペンシルベニア・パケット」で印刷された）も出回っており、大陸会議が作らせた「公式」のものよりも速くカナダに到着した。しかし、当時のカナダ総督ガイ・カールトン将軍によってこの手紙の広い範囲への配布は妨げられた。カールトンはイギリス本国の上官に「総合会議からの重要な手紙を受け取ったとモントリオールで噂が広まっている」と報告した。町の集会が開かれ、「隣の植民地と同じ精神を味わい、多くの者が同調しようといている」とも告げた。これら町の集会は英語を話す人々が支配していたと思われ、大陸会議に送る代表団を選ぶことなく終わった。
1775年前半、ボストンの通信委員会がジョン・ブラウンをケベックに派遣して、情報を集め、住民感情を量り、反乱を扇動させようとした。ブラウンは英語を話す住人の中に様々に交じり合った感情を見出した。そのある者は大陸会議の採用した輸出ボイコットが起これば、実質的にフランス語を話す人々にとって毛皮貿易が有利になることを心配していた。フランス語を話す人々の大半はイギリス支配に関して中立であることを最善とした。ある者はその方向に満足したが、より多くの者がアメリカ人を援助することを目指すようになった可能性がある。ブラウンはケベックの軍隊配備が比較的少ないことも報告した。カールトン将軍はブラウンが行動していることを気付いていたが、地元新聞にその手紙を載せるのを止めさせた以外、特に干渉しなかった。

## 第二の手紙

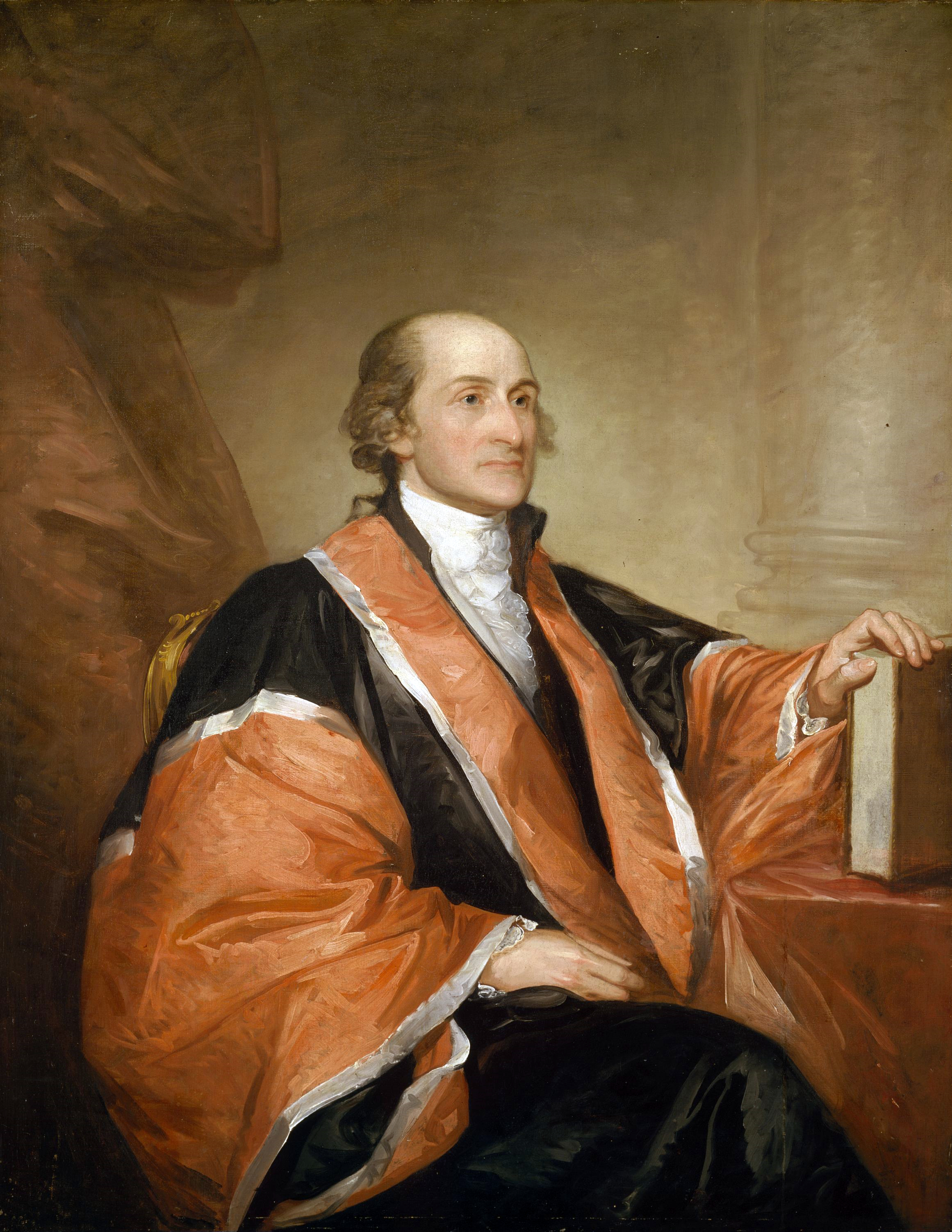
ジョン・ジェイ、第二の手紙の起草者

### 手紙の起草
第二次大陸会議は1775年5月10日に招集されたが、これは4月19日に植民地軍がイギリス軍大部隊に抵抗してボストンまで追い返したレキシントン・コンコードの戦いの起こった後のことだった。この時の勝利で大陸会議は大きな興奮と期待の中で最初の会期を開くことになった。
ジョン・ブラウンは5月17日にフィラデルフィアに到着し、タイコンデロガ砦を占領したこととサンジャン砦を襲撃したことを報告し、それが大陸会議の議論を刺激した。5月26日、大陸会議はカナダ住人に宛てた第二の手紙を書くことを決めた。その手紙を起草する委員会は、ジョン・ジェイ、サイラス・ディーンおよびサミュエル・アダムズで構成された。アダムズは以前、ボストン通信委員会のためにカナダ人民宛ての手紙を書いたことがあった。5月29日、モントリオールの商人ジェイムズ・プライスからモントリオールの情勢に関する追加報告を聞いた後で、第二次大陸会議は委員会の起草した手紙を承認した。
この手紙は「カナダの抑圧された住民への手紙」と題され、フランス語では「Lettre adressée aux habitants opprimés de la province de Québec, de la part du Congrès général de l’Amérique septentrionale, tenu à Philadelphie.」と訳された。この手紙に議長のジョン・ハンコックが署名し、再度ピエール・ユージェーヌ・デュ・シミティエールが翻訳した。フルーリー・メスプレが1,000部を印刷した。手紙の中身はジョン・ジェイが書いたとされている。

### 内容
この手紙で大陸会議は再度、「ケベック法」で導入された市民政府の形態を「専制政治」に類似するものとして非難した。さらに、この政府形態の下では「貴方と貴方の妻と貴方の子供達が奴隷にされる」と主張した。ケベック住民の信教に関しては、「貴方が参加せず、支配もできない議会」に依存していては不安定と考えていた。フランス語を話す住民をアメリカ側に引き入れることはもとより、他の植民地からケベックに移民してきた英語を話す住民も引き入れることを明らかに期待していた。
この手紙が書かれた当時、大陸会議は既にカールトン総督が住民に武器を取って新しい王を侵略から守るよう呼びかけたことを知っていた。この手紙は住民に、フランスがアメリカ側について参戦した場合に、フランスと戦うことになる危険性を警告していた（フランスの参戦は1778年になってからだった）。大陸会議が再度カナダ人を他の植民地人と共通の利益を分かち合う友人として待遇することを主張するならば、「敵として待遇する不快な必要性を減じる」ことのないよう人々に警告していた。

### 配布と反応
プライスがニューヨーク植民地議会からの類似した手紙と共にこの手紙をモントリオールに運び、植民地人に配った。英語を話す商人達の多くは毛皮貿易とそのヨーロッパの市場に依存していたので、その状況を心配していた。フランス系住民は概して、比較的親密感の無かったイギリス人の自由に対するアピールに影響されなかった。しかし、彼らは既存の軍政府を支援するのでもなく、徴兵の呼びかけに応じた者も少なかった。より多くの住民は日和見的であり、物資の代価を払ってくれる限り勝っている軍隊に従うことで満足していた。
最終的にアメリカ人はケベックで限られた支援しか得られず、大陸軍に参陣した2個連隊を立ち上げたに留まった。1775年11月のカナダ侵攻作戦中に第1カナダ連隊が結成され、第2カナダ連隊の結成は1776年1月のことだった。

## 第三の手紙

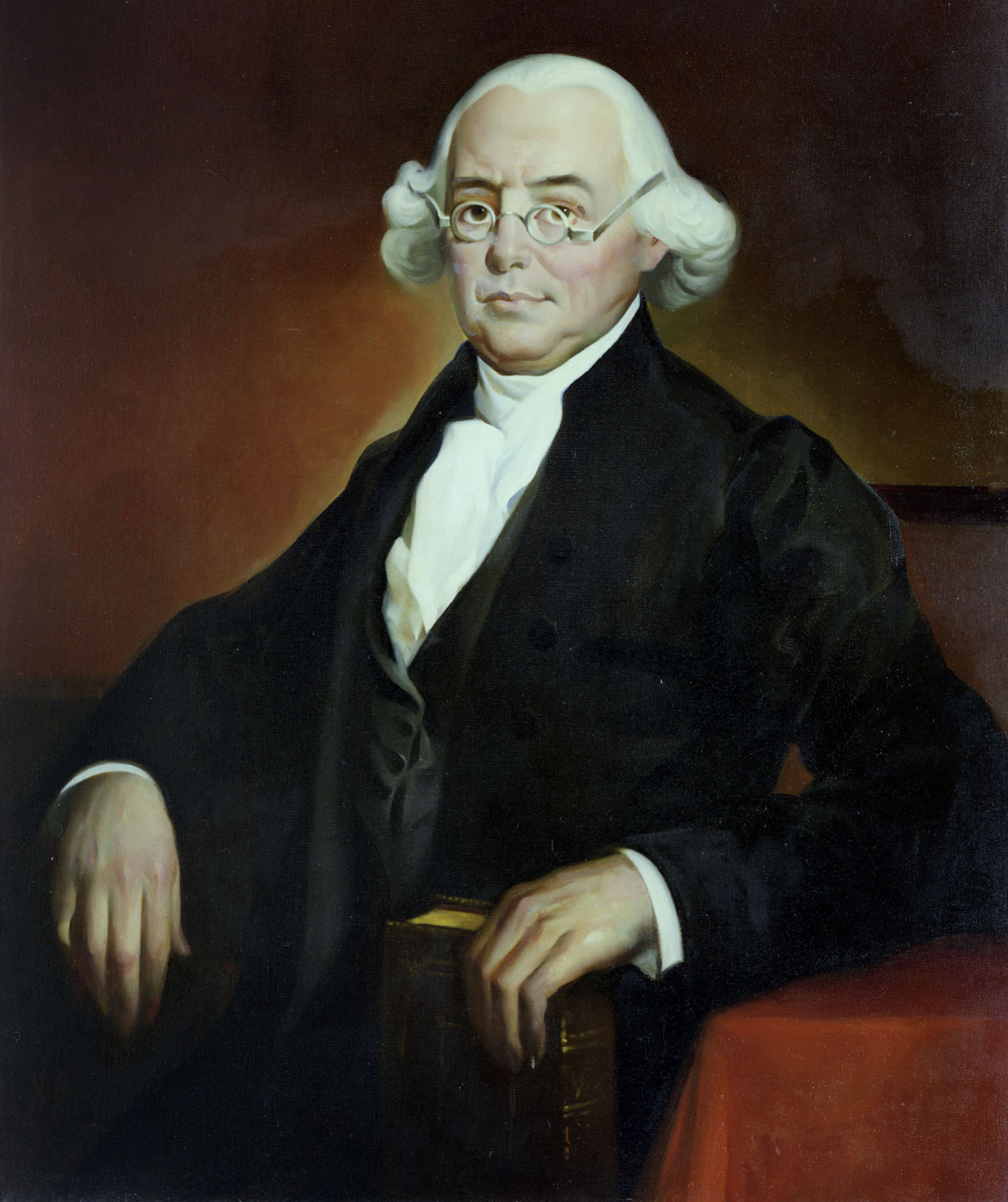
ジェイムズ・ウィルソン、第三の手紙の起草者の一人

1775年9月、2通目の手紙が世論を喚起することに失敗した後で、アメリカの植民地人はタイコンデロガ砦とマサチューセッツのケンブリッジからケベック侵攻軍を発した。この侵攻は1775年12月大晦日のケベックの戦いで頂点に達し、ケベック市は防衛され、侵略軍は冬の間市の郊外で閉じ篭った。この戦闘の後、モーゼス・ヘイズンとエドワード・アンティルがケベックからフィラデルフィアに移動し、アメリカ軍敗北の報せをもたらした。

### 手紙の起草
この敗北後の1776年1月23日、大陸会議はカナダ住民に宛てる再度の手紙を起草する委員会を設定した。この時の委員会メンバーはウィリアム・リビングストン、トマス・リンチ・ジュニアおよびジェイムズ・ウィルソンの3人だった。手紙は翌日承認され、議長のジョン・ハンコックが署名した。

### 内容
大陸会議はアメリカ側に与えられた住民の貢献に感謝し、彼らを守るための軍隊が向っていることと、イギリス軍の援軍が到着するまえにケベックに到着するであろう事を請合った。またアメリカ側を援助するためにカナダで2個大隊を立ち上げることを承認したとも伝えた。カナダの住民に対しては再度、地元の植民地議会を組織し、大陸会議に送る植民地代表を選ぶよう勧めていた。

### 配布と反応
その仏語訳は今回もフルーリー・メスプレが印刷したが、委員会の中の誰が草稿を書いたか、およびデュ・シミティエールが翻訳したかは明らかでない。ヘイズンとアンティルがモントリオールを占領している植民地軍の指揮官デイビッド・ウースターに手紙の写しを運んだ。ウースターは2月末に手紙の配布を監督した。
この手紙には果果しい反応が無かった。カナダ住民は紙幣で物資の代価を払われることに不満であり、植民地軍による占領を快く思っていなかったからだった。

## 結果
1775年のアメリカ軍によるカナダ侵攻は悲惨な失敗となり、アメリカ軍はタイコンデロガ砦までの後退を強いられた。カナダ植民地はイギリス側に残り、その居留区は独立戦争の間に二度と脅かされることはなかった。アメリカ独立のために政治と軍事の支援を得ようとしてカナダ住民に宛てた3通の手紙とその他様々な働きかけの目的は、ほとんど実現しなかった。大陸会議はカナダ人の2個連隊を立ち上げることに成功した（ジェイムズ・リビングストンの第1カナダ連隊とヘイズンの第2カナダ連隊）が、その勢力は望んでいたほど大きくはならず、フランス風封建制の民とカトリック聖職者はイギリス政府の呼びかけに応えることになった。アメリカ植民地の革命精神をケベックに持ち込もうとしたにもかかわらず、ケベックはガイ・カールトンの厳格な指導のせいもあってイギリスにとって比較的強い植民地であり続けた。

## 手紙の本文
英語版とフランス語版のウィキソースに手紙の本文が掲載されている。
- Letter to the Inhabitants of the Province of Quebec, October 26, 1774 (英語版, フランス語版)
- Letter to the oppressed inhabitants of Canada, May 29, 1775 (英語版, フランス語版)
- Letter to the Inhabitants of the Province of Canada, January 24, 1776 (英語版, フランス語版)